# Popanomyia femoralis
Popanomyia femoralis är en tvåvingeart som beskrevs av Kertesz 1909. Popanomyia femoralis ingår i släktet Popanomyia och familjen vapenflugor. Inga underarter finns listade i Catalogue of Life.